# U-513
| U-513                      | U-513                                                                      | U-513                                                                      |
| -------------------------- | -------------------------------------------------------------------------- | -------------------------------------------------------------------------- |
|                            |                                                                            |                                                                            |
|                            |                                                                            |                                                                            |
|                            |                                                                            |                                                                            |
| Під прапором               | Третій рейх                                                                | Третій рейх                                                                |
| Спуск на воду              | 29 жовтня 1941 року                                                        | 29 жовтня 1941 року                                                        |
| Виведений зі складу флоту  | 19 липня 1943 року                                                         | 19 липня 1943 року                                                         |
| Сучасний статус            | затоплений                                                                 | затоплений                                                                 |
| Проєкт                     |                                                                            |                                                                            |
| Тип ПЧ                     | Дизельний підводний човен                                                  | Дизельний підводний човен                                                  |
| Основні характеристики     |                                                                            |                                                                            |
| Швидкість (надводна)       | 19 вузлів                                                                  | 19 вузлів                                                                  |
| Швидкість (підводна)       | 7,3 вузла                                                                  | 7,3 вузла                                                                  |
| Гранична глибина занурення | 230 м                                                                      | 230 м                                                                      |
| Екіпаж                     | 48 особи                                                                   | 48 особи                                                                   |
| Розміри                    |                                                                            |                                                                            |
| Довжина найбільша (по КВЛ) | 76,8 м                                                                     | 76,8 м                                                                     |
| Ширина корпусу найб.       | 6,9 м                                                                      | 6,9 м                                                                      |
| Висота                     | 9,6 м                                                                      | 9,6 м                                                                      |
| Середня осадка (по КВЛ)    | 4,7 м                                                                      | 4,7 м                                                                      |
| Водотоннажність надводна   | 1144 т                                                                     | 1144 т                                                                     |
| Озброєння                  |                                                                            |                                                                            |
| Артилерія                  | 1 ? 88-мм палубна гармата SK C/32                                          | 1 ? 88-мм палубна гармата SK C/32                                          |
| Торпедно- мінне озброєння  | 4 носових і два кормових ТА. 22 торпеди або 44 міни TMA чи 66 TMB          | 4 носових і два кормових ТА. 22 торпеди або 44 міни TMA чи 66 TMB          |
| ППО                        | 1 ? 37-мм зенітна гармата SKC/30 2 (1 ? 2) ? 20-мм зенітні гармати FlaK 30 | 1 ? 37-мм зенітна гармата SKC/30 2 (1 ? 2) ? 20-мм зенітні гармати FlaK 30 |

U-513 — німецький підводний човен типу IXC, часів Другої світової війни.
Замовлення на будівництво човна було віддане 14 лютого 1940 року. Човен був закладений на верфі «Deutsche Werft» у Гамбурзі 26 квітня 1941 року під заводським номером 309, спущений на воду 29 жовтня 1941 року, 10 січня 1942 року увійшов до складу 4-ї флотилії. За час служби також входив до складу 10-ї флотилії.
За час служби човен зробив 4 бойових походи, в яких потопив 6 (загальна водотоннажність 29 940 брт) та пошкодив 2 (загальна водотоннажність 13 177 брт) судна.
Потоплений 19 липня 1943 року в Південній Атлантиці південно-східніше Сан-Франсіску-ду-Сул (27°17′ пд. ш. 47°32′ зх. д. / 27.283° пд. ш. 47.533° зх. д.) глибинними бомбами американського летючого човна «Марінер». 46 членів екіпажу загинуло, 7 врятовані.

## Командири
- Корветтен-капітан Рольф Рюггеберг (10 січня 1942 — 14 травня 1943)
- Капітан-лейтенант Фрідріх Гуггенбергер (15 травня — 19 липня 1943)

## Потоплені та пошкоджені кораблі[3]
| Назва              | Тип                | Належність      | Дата            | Тоннаж (БРТ) | Вантаж                                                               | Статус     | Місце                                                       |
| Saganaga           | суховантажне судно | Велика Британія | 5 вересня 1942  | 5 454        | 8 300 т залізної руди                                                | потоплено  | 47°35′ пн. ш. 52°59′ зх. д. / 47.583° пн. ш. 52.983° зх. д. |
| Lord Strathcona    | суховантажне судно | Канада          | 5 вересня 1942  | 7 335        | Залізна руда                                                         | потоплено  | 47°35′ пн. ш. 52°59′ зх. д. / 47.583° пн. ш. 52.983° зх. д. |
| Ocean Vagabond     | суховантажне судно | Велика Британія | 29 вересня 1942 | 7 174        |                                                                      | пошкоджено | 47°31′ пн. ш. 52°27′ зх. д. / 47.517° пн. ш. 52.450° зх. д. |
| Venezia            | суховантажне судно | Швеція          | 21 липня 1943   | 1 673        | Генеральні вантажі, тютюн, кава, какао, какао-масло та рослинна олія | потоплено  | 25°40′ пд. ш. 38°38′ зх. д. / 25.667° пд. ш. 38.633° зх. д. |
| Eagle              | танкер             | США             | 25 червня 1943  | 6 003        | 2 000 т водного баласту                                              | пошкоджено | 23°07′ пд. ш. 41°53′ зх. д. / 23.117° пд. ш. 41.883° зх. д. |
| Tutoya             | суховантажне судно | Бразилія        | 1 липня 1943    | 1 125        | 750 т генеральних вантажів, кава, деревина, картопля та солоне м'ясо | потоплено  | 24°43′ пд. ш. 47°19′ зх. д. / 24.717° пд. ш. 47.317° зх. д. |
| Elihu B. Washburne | суховантажне судно | США             | 3 липня 1943    | 7 176        | 7 638 т кави                                                         | потоплено  | 24°03′ пд. ш. 45°11′ зх. д. / 24.050° пд. ш. 45.183° зх. д. |
| Richard Caswell    | суховантажне судно | США             | 16 липня 1943   | 7 177        | 9 000 т марганцевої руди, вольфраму, шкіри, м'яса та добрив          | потоплено  | 28°10′ пд. ш. 46°30′ зх. д. / 28.167° пд. ш. 46.500° зх. д. |